# Sana Söz
Sana Söz es una serie de televisión turca consta de 7 episodios, emitida en Star TV del 2 de noviembre al 14 de diciembre de 2021. Está dirigida por Şenol Sönmez, escrita por Ali Erkan Ersezer y Sertaç Sayın, producida por O3 Medya y protagonizada por Erkan Petekkaya, Nehir Erdoğan, Serkan Altunorak y Ayçin İnci.

## Sinopsis
La serie cuenta la historia entre el policía y detective Ömer Duran y Elif Karaca y la de Erdem Karaca y Aysel Duran.

## Reparto
- Erkan Petekkaya como Ömer Duran (episodios 1-7)
- Nehir Erdoğan como Elif Karaca (episodios 1-7)
- Serkan Altunorak como Erdem Karaca (episodios 1-7)
- Ayçin İnci como Aysel Duran (episodios 1-7)
- Hivda Zizan Alp como Nazlı (episodios 1-7)
- Emin Olcay como Azmi Duran (episodios 1-7)
- Ferhat Baynal como Zeki (episodios 1-7)
- Ali Önsöz como Bora Demircioğlu (episodios 1-7)
- Aslıhan Kapanşahin como Duru Karaca (episodios 1-7)
- Atakan Hoşgören como Umut Karaca (episodios 1-7)
- Selin Genç como Bahar (episodios 1-7)
- Selda Güldükoğlu como Feray (episodios 1-7)
- Yaşar Aydınoğlu como Rıza Demircioğlu (episodios 1-6)
- Ayça İnci como Aydan / Elif'i Rehin Alan Kadın (episodios 1-4)
- Orhan Güner como Sevket (episodio 1)
- Nursena Özcanlı como Serra (episodio 1)
- Gizem Tileylioğlu como Eylül (episodio 1)
- Burak Zafer como Çagdas (episodio 1)
- Fırat Turgut como Levent (episodios 5-6)

## Episodios
| Temporada | Temporada | Episodios | Rango de episodios | Emisión original       | Emisión original        |
| Temporada | Temporada | Episodios | Rango de episodios | Inicio                 | Final                   |
| --------- | --------- | --------- | ------------------ | ---------------------- | ----------------------- |
|           | 1         | 7         | 1 - 7              | 2 de noviembre de 2021 | 14 de diciembre de 2021 |

### Primera temporada (2021)
| n° | Título original | Primera TV Turquía      |
| -- | --------------- | ----------------------- |
| 1  | 1. Bölüm        | 2 de noviembre de 2021  |
| 2  | 2. Bölüm        | 9 de noviembre de 2021  |
| 3  | 3. Bölüm        | 16 de noviembre de 2021 |
| 4  | 4. Bölüm        | 23 de noviembre de 2021 |
| 5  | 5. Bölüm        | 30 de noviembre de 2021 |
| 6  | 6. Bölüm        | 7 de diciembre de 2021  |
| 7  | 7. Bölüm        | 14 de diciembre de 2021 |

## Producción
La serie está dirigida por Şenol Sönmez, escrita por Ali Erkan Ersezer y Sertaç Sayın y producida por O3 Medya.

### Rodaje
La serie fue filmada íntegramente en Estambul, concretamente en el distrito de Beşiktaş y el distrito de Gálata.

## Promoción
El debut de la serie, programado para el 2 de noviembre de 2021, se anunció el 26 de octubre a través del perfil de Twitter de la serie. Las primeras promociones de la serie se lanzaron desde mediados de octubre de 2021.